# Grevillea linearifolia
Grevillea linearifolia là một loài thực vật có hoa trong họ Quắn hoa. Loài này được (Cav.) Druce miêu tả khoa học đầu tiên năm 1916 publ. 1917.